# Amboasary (Moramanga)
Amboasary Gare est une commune rurale malgache située dans la partie centre-sud de la région d'Anosy. Elle appartient au district de Amboasary sud.